# Nukunukumotu
Nukunukumotu (auch: Nuku Nuku) ist eine Insel der Inselgruppe Tongatapu im Norden von Tongatapu im Pazifik. Sie gehört politisch zum Königreich Tonga.

## Geographie
Das Motu ist mit einer Fläche 1,32 km² eine der größeren Inseln vor der Küste von Tongatapu. Sie schließt fast unmittelbar an die Nordküste der Hauptinsel Tongatapu an. Sie liegt gegenüber dem Teilort Houmakelikao von Nukuʻalofa und gehört zur selben Riffkrone wie Manima, ʻOneata und Pangaimotu, welche das Westende der Piha Passage (Astrolabe Channel) markieren.
Der Ort auf der Insel heißt Siesia. Er liegt an der Nordküste und besteht nur aus wenigen Hütten.

## Klima
Das Klima ist tropisch heiß, wird jedoch von ständig wehenden Winden gemäßigt. Ebenso wie die anderen Inseln der Tongatapu-Gruppe wird Nukunukumotu gelegentlich von Zyklonen heimgesucht.